# Vestito per uccidere
Vestito per uccidere (Dressed to Kill) è un film del 1980 scritto e diretto da Brian De Palma.
La colonna sonora è firmata dal compositore italiano Pino Donaggio che aveva già lavorato per il regista in Carrie - Lo sguardo di Satana.

## Trama
Kate Miller è una casalinga sessualmente frustrata in terapia presso lo psichiatra newyorkese Robert Elliott. Durante una seduta presso lo studio del dottore, Kate tenta di sedurlo, ma Elliott rifiuta la sua proposta. Più tardi la donna si reca a una mostra al Metropolitan e viene intensamente attratta da un misterioso straniero anch'egli in visita al museo. Kate e lo straniero si inseguono reciprocamente attraverso le sale del museo per poi ritrovarsi all'esterno e salire sullo stesso taxi. I due fanno l'amore, prima sul taxi e poi in una stanza d'albergo.
Alcune ore più tardi la donna si sveglia e, aggirandosi per la stanza senza far rumore mentre l'uomo è ancora addormentato, scopre per caso nei suoi documenti che egli è affetto da una malattia venerea. Kate lascia l'appartamento e sale sull'ascensore ma, scendendo, si accorge di aver lasciato l'anello nella stanza. Mentre risale in ascensore per tornare a recuperarlo, improvvisamente le porte della cabina si aprono e rivelano la figura di una donna bionda con indosso un impermeabile e un paio di occhiali da sole, con in mano un rasoio con cui colpisce Kate a morte.
Liz Blake, una prostituta che sta uscendo dall'albergo dopo un incontro con un cliente, scopre il corpo nell'ascensore e intravede la bionda assassina, diventando poi da un lato la principale indiziata del delitto, dall'altro il prossimo obiettivo dell'omicida. Intanto il dottor Elliott ascolta un messaggio lasciato in segreteria telefonica dall'eccentrica "Bobbi", una transessuale che ha in cura e che rivela di essere l'autrice del delitto. Bobbi dice anche che ha deciso di interrompere le loro sessioni di terapia e si è scelta un nuovo terapeuta perché Elliott continua a rifiutare di firmare i documenti necessari per l'autorizzazione all'intervento chirurgico per il cambio di sesso.
Il medico, preoccupato, va a trovare il nuovo psichiatra della transessuale per tentare di convincerlo che Bobbi è un pericolo per sé stessa e gli altri. Intanto Liz, alla cui storia la polizia non ha creduto, fa amicizia con Peter, il figlio di Kate Miller che vuole trovare l'assassino della madre. Liz, che vuole dimostrare di essere estranea al delitto, insieme a lui progetta di attirare l'attenzione del misterioso assassino. Peter è un appassionato di modellismo elettronico e utilizza apparecchi fotografici per seguire i pazienti che escono dallo studio del dottor Elliott. Lo strumento di Peter filma Bobbi mentre lascia l'ufficio di Elliott; intanto Liz, all'uscita da un albergo dove si era recata per una prestazione, viene seguita da una figura alta e bionda in parrucca e occhiali da sole. Liz fugge in taxi e sale su un treno della metropolitana, dove Bobbi tenta di ucciderla ma la ragazza viene salvata da Peter che spruzza uno spray in faccia alla transessuale, facendola scappare.
Peter mostra all'amica la foto scattata a Bobbi mentre abbandona lo studio dello psichiatra: scoprono insieme che si tratta dell'ultimo paziente della giornata. Allora Liz ha un'idea: farsi ricevere come paziente da Elliott per poi tentare di leggere la sua agenda e scoprire così il vero nome di Bobbi e il suo indirizzo. Durante la visita Liz cerca di sedurre il dottor Elliott e, con la scusa di andare in bagno, riesce a consultare l'agenda. Quando ritorna, trova Bobbi e capisce che non è una transessuale ma un travestito dalla doppia personalità: Bobbi e il dottore sono infatti la stessa persona, in cui coesistono due identità. Elliott/Bobbi tenta di uccidere Liz ma viene ferito da una poliziotta che aveva seguito Liz fin dall'inizio, per proteggerla. Lo psichiatra viene arrestato dalla polizia e ricoverato in un manicomio criminale. La personalità Bobbi del dottore voleva il cambiamento di sesso e la personalità Elliott lo impediva. Questo conflitto sfociava nell'omicidio delle donne che eccitavano sessualmente il dottore.
Tempo dopo si vede Elliott fuggire dal manicomio e introdursi in casa di Liz mentre lei fa la doccia. Il dottore la aggredisce e le taglia la gola in un sanguinario atto di vendetta. In quel momento Liz si sveglia gridando e rendendosi conto che il "ritorno" di Elliott era un brutto sogno.

## Critica
Il film fu ritenuto controverso quando si scoprì che il corpo nudo nella scena di apertura non era quello di Angie Dickinson, bensì quello di una modella di Penthouse, tale Victoria Lynn. Questa controversia è derivata prevalentemente dall'aspetto della Dickinson al momento delle riprese: una donna matura, simbolo di armonia e sessualità; sembrava originariamente che la provocatoria scena della doccia e il film stesso traessero profitto dall'idea che il corpo nudo fosse proprio quello della sua protagonista, sex symbol degli anni settanta protagonista della serie televisiva di successo Pepper Anderson - Agente speciale. In seguito alla scoperta di questa controfigura, lo stesso De Palma ne approfittò per girare un film sullo stesso tema, Omicidio a luci rosse (in originale Body Double che significa "controfigura").
Diversi critici dissero inoltre che De Palma si era spinto troppo sul versante della pornografia calcando la mano nelle scene di sesso, come nella scena con la Dickinson che si masturba nella doccia per poi essere aggredita sessualmente in sogno; una critica comune mossa al regista fu quella di scrivere appositamente scene di sesso non attinenti alla storia raccontata solo per poterle mostrare sullo schermo. Altre critiche arrivarono dalla comunità gay, che incolpò De Palma di propagandare un'immagine negativa e stereotipata degli omosessuali e dei transessuali. Svariate associazioni femministe affermarono infine che il film degradava le donne per il modo in cui sono mostrate nel film.

## Riconoscimenti
- Saturn Awards 1981
  - Miglior attrice a Angie Dickinson
  - Candidatura per il miglior film horror
  - Candidatura per il miglior regista a Brian De Palma
  - Candidatura per la miglior colonna sonora a Pino Donaggio
- Golden Globe 1981
  - Candidatura per la miglior attrice debuttante a Nancy Allen

## Citazioni
Il film viene citato in My Best Friend's Birthday di Quentin Tarantino e in Il ladro di orchidee di Spike Jonze.